# 伍澤元
伍澤元（1945年8月17日—2008年9月22日），前中國國民黨政治人物、前屏東縣縣長。
2001年因涉「四汴頭弊案」與「八里污水廠弊案」棄保潛逃至中國大陸，2003年被行政院列為十大通緝要犯，2008年病死於上海。胞弟伍錦霖為前考試院院長。

## 生平
伍澤元於臺灣省立屏東師範學校畢業，1971年於中央警官學校刑事警察學系畢業，1979年於國立交通大學運輸工程研究所取得工學碩士學位，1986年於中國文化大學實業計畫研究所取得工學博士。
1993年，伍澤元在省府擔任交通處處長，國民黨大老向黨主席李登輝建議徵召伍澤元參選，他數度以患糖尿病理由婉拒參選，最終與爭取連任的民主進步黨籍屏東縣長蘇貞昌競選，伍澤元以一萬兩千票的差距當選。成為民主化後首位國民黨籍縣長。
1996年，爆發台北縣板橋市四汴頭抽水站弊案，伍澤元因涉嫌於台灣省政府住都局長期間，圖利特定廠商浮編工程預算3億餘元，收受賄款新臺幣600萬元，依貪污罪起訴，一審判無期徒刑，二審改判十五年，不久以「病重須保外就醫」為由，獲以新臺幣360萬元保釋就醫。1998年，伍於保外期間，積極投入選戰，當選第四屆立法委員，最高法院後將原案發回高院更一審。
1998年4月，監察院調查發現時任副總統連戰借款新臺幣3,628萬元供伍澤元用作競選經費，卻未依法在財產申報中登記，連戰因此被裁定須罰款30萬元。
有鑒於伍澤元利用保外就醫當選立委，亂及司法制度，2000年1月15日立法院三讀通過俗稱「保外就醫回籠條款」（又稱作「伍澤元條款」）的《刑事訴訟法》第116條之2與第117條第1項第4、5款，以限制受刑人保外就醫期間，不得從事醫療以外其他不當活動，違者將遭取消保外。
2001年3月，台灣板橋地檢署偵查八里污水廠蛋形消化槽工程弊案終結，伍澤元被控於任台灣省政府住都局長時涉嫌以浮編工程預算方式圖利特定廠商達新臺幣十四億元，被依「經辦公用工程共同舞弊罪」、「違背職務收受賄賂罪」起訴，求處十五年徒刑、褫奪公權七年。同年12月，伍澤元競選立委連任失敗，隨即以立委出國考察為由潛逃至中國大陸。2002年被台灣高等法院發布通緝，2003年11月起被行政院列為台灣十大通緝要犯。

### 病故異鄉
2008年9月22日，伍澤元因痼疾糖尿病引發併發症，卒於上海，金甕暫厝中國大陸。其友人鄭大義與萬丹鄉鄉長郭寶聯在屏東萬丹國中為他舉辦追思會，國民黨副主席關中、政界人士蔡豪、曾永權、廖婉汝、王進士等人都到場緬懷，伍澤元胞弟考試院副院長伍錦霖亦有出席。。

## 選舉紀錄
| 年度 | 選舉屆數               | 選舉區               | 所屬政黨   | 得票數  | 得票率 | 當選標記 | 備註 |
| ---- | ---------------------- | -------------------- | ---------- | ------- | ------ | -------- | ---- |
| 1991 | 第二屆國民大會代表選舉 | 屏東縣第一選舉區     | 中國國民黨 | 47,262  | 20.49% |          |      |
| 1993 | 第十二屆屏東縣縣長選舉 | 屏東縣               | 中國國民黨 | 226,792 | 50.93% |          |      |
| 1998 | 第四屆立法委員選舉     | 屏東縣立法委員選舉區 | 無黨籍     | 50,164  | 12.68% |          |      |
| 2001 | 第五屆立法委員選舉     | 屏東縣立法委員選舉區 | 無黨籍     | 26,025  | 6.35%  |          |      |